# Fiat 505
Fiat 505 este un automobil produs de Fiat între anii 1919 și 1925. Modelul 505 se baza pe aceeași concepție de bază a Fiat 501 cu patru cilindri, dar cu un motor mai mare și dimensiuni exterioare mai mari. Cu un motor de 2296 cm³ (30 CP), mașina putea atinge o viteză maximă de 80 km/h.
Au fost produse 30.000 de exemplare din Fiat 505.